# Volgograd Arena
Volgograd Arena nogometni je stadion u Volgogradu, u Rusiji. Gradi se za potrebe nogometnog kluba Rotor, a na njemu će se igrati i neke utakmice tijekom Svjetskog prvenstva u nogometu 2018. kojem je Rusija domaćin.
Nalazi se podno brda Mamajev kurgan, na mjestu starog Centralnog stadiona otvorenog 1958. godine. Prethodno se ondje nalazio naftni terminal.